# Kollbach (Donau)
Der Kollbach ist ein linker Nebenfluss zur Donau, der zumeist im Landkreis Deggendorf fließt. Seine Hauptquelle liegt im Gemeindegebiet von Bernried, er durchquert den Süden von Gotteszell (Landkreis Regen), das Graflinger Tal und mündet in der Stadt Deggendorf linksseitig etwa bei Flusskilometer 2049,28 in die Donau.

## Verlauf
Der Kollbach entsteht an der Nordseite des Vogelsangs im Bayerischen Wald durch den Zusammenfluss von insgesamt 18 Quellbächen (davon 11 im Gemeindegebiet von Bernried und 7 im Gemeindegebiet von Gotteszell) auf einer Strecke von ca. 1,8 km und 260 Höhenmetern. Bereits auf dem Gemeindegebiet Grafling angelangt, fließt der Bach zwischen den Weilern Mühlen und Bergern 1,2 km ostwärts zur Nordseite des Graflinger Tals. Dieses Tal durchfließt der Kollbach in voller Länge und unterquert dabei die Bundesstraße 11 insgesamt dreimal, bis er bei Niederkandelbach das Stadtgebiet Deggendorfs erreicht. Die letzten 3,5 km des Bachlaufs entsprechen großenteils nicht mehr seinem natürlichen Verlauf, der Bach ist meist kanalisiert.

## Zuflüsse
- Linksseitig fließen dem Kollbach nachfolgende Bäche zu: Dattinger Bach, Hinterbach, Totenbach und Hammermühlbach
- Rechtsseitig münden folgende Bäche in den Kollbach: Hirschberger Bach, Rohrwiesengraben, Eidsberger Bach und Tiefenbacher Bach
- Sowie etliche unbenannte Bachläufe.

## Bemerkenswertes
Im Gemeindegebiet Grafling untertunnelt der Bach in beeindruckender Weise auf einer Bachlänge von 178 m und einer Tiefe von 44 m den 1877 errichteten Kohlbachdamm, den höchsten Naturdamm Deutschlands.